# El Golfo
El Golfo is een klein plaatsje aan de westkust van het Canarisch eiland Lanzarote. Het dorp is een toeristische trekpleister dankzij de bijzondere rotsformaties die er te zien zijn: de steile vulkanische rotswanden aan de kust en een klein groen meertje, het Lago Verde. Het meertje wordt gevuld door ondergronds zeewater en de groene kleur van het meertje wordt door algen veroorzaakt.
De rotsformaties zijn restanten van de vulkaan El Golfo. Vandaag blijft enkel een halve krater over, de andere helft is weggespoeld door erosie van de zee. 

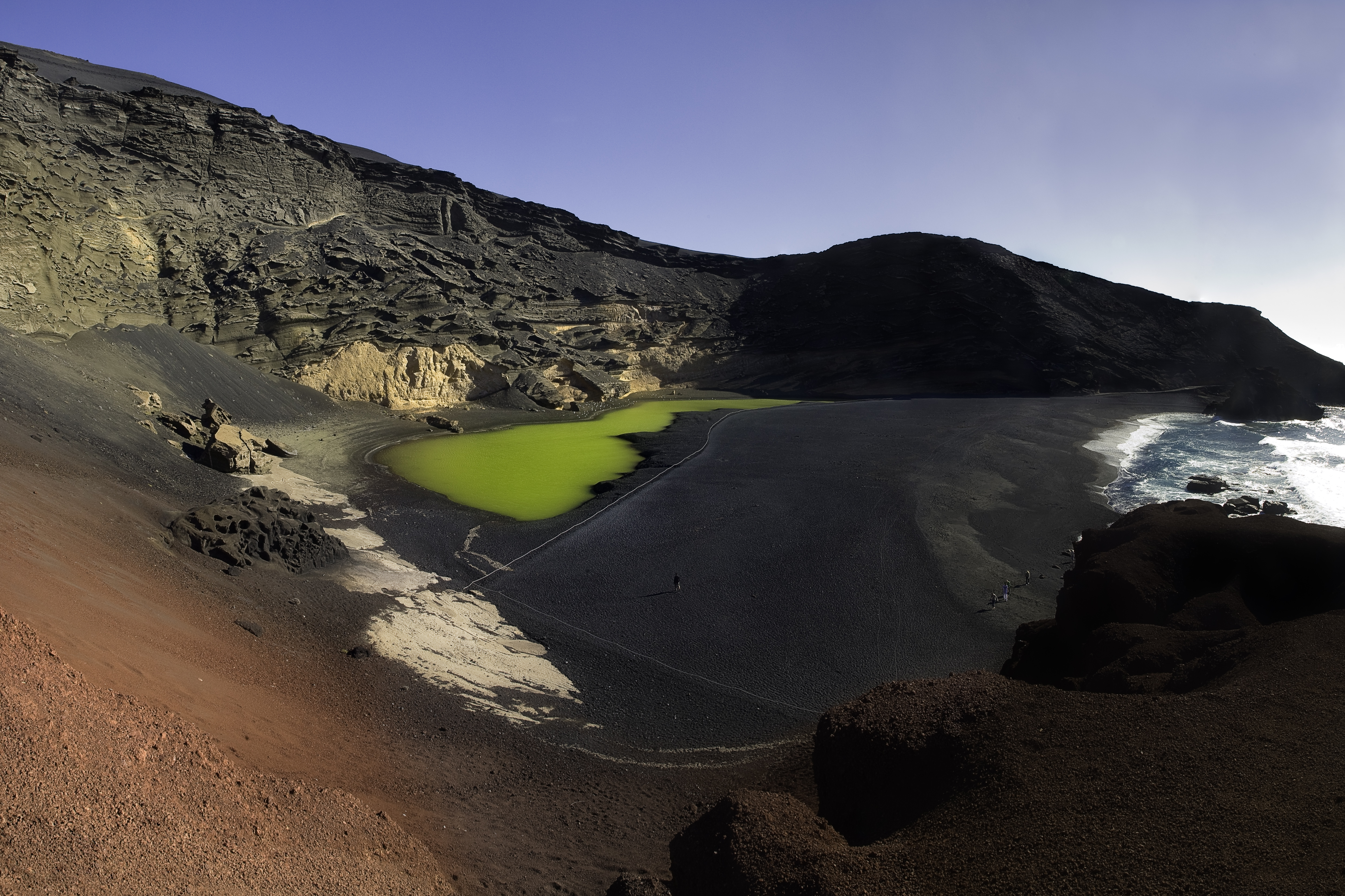
De halve krater en het Lago Verde bij El Golfo, Lanzarote